# Type 92 Jyu-Sokosha
Type 92 jyu-Sokosha (Japans: 九二式重装甲車, Kyū-ni-shiki Jyū-sōkōsha?) is een Japanse tankette gebruikt in de Tweede Wereldoorlog. Het was Japan's eerste inheemse lichte tank.

## Ontwikkeling
De tank is ontworpen door Ishikawajima Motorcar Manufacturing Company voor gebruik door de cavalerie van het Japanse Keizerlijke Leger. Het voertuig werd ontworpen als verkenningstankette.
Er waren vier varianten van Type 92: een vroeg prototype op wielen, een vroeg productiemodel, een laat productiemodel en een experimentele amfibische variant genaamd Type 92 A-I-go. Na aanvankelijke problemen met het voertuig, bleek Type 92 goed geschikt voor het ruwe terrein en de slechte wegen in China en kon een snelheid van 40 km/i bereiken.
Na de Eerste Wereldoorlog probeerden de Europese landen om hun cavalerie te mechaniseren. Japan bleef niet achter en de cavalerie experimenteerde met verschillende pantserwagens voor hun mechanisatie. Nochtans, was de pantserwagen op wielen niet geschikt om in China ingezet te worden, wegens de slechte wegen. Mede hierdoor gaven ze de pantserwagen op wielen op en bestudeerden een model met rupsbanden.
Ze experimenteerden eerst met amfibische voertuigen. De eerste amfibische pantserwagen was een curieus voertuig, zowel rupsen als wielen konden in tegenovergestelde richting op water en land lopen. Hierna werd geëxperimenteerd met verschillende amfibische voertuigen, maar geen enkel model kon de cavalerie overtuigen. Uiteindelijk, gaven zij de amfibische voertuigen op en beslisten dat er een nieuw rupsvoertuig moest komen alleen voor land.

## Nadelen
Nadelen van Type 92 waren gebrekkige en dunne pantser en lichte bewapening. De productie werd ook geteisterd door technische problemen en er werden in totaal slechts 167 gebouwd tussen 1932 aan 1934. Type 92 werd uiteindelijk vervangen door Type 94 TK tijdens de oorlog.

## Inzet
- Jehol Provincie, China - eerst speciale Tank Compagnie